# Liste der Orte im Landkreis Oberallgäu
Die Liste der Orte im Landkreis Oberallgäu listet die 1030 amtlich benannten Gemeindeteile (Hauptorte, Kirchdörfer, Pfarrdörfer, Dörfer, Weiler und Einöden) im Landkreis Oberallgäu auf.

## Systematische Liste
Alphabet der Städte und Gemeinden mit den zugehörigen Orten.
- Der Markt Altusried mit 166 Gemeindeteilen:
  - Hauptort Altusried
  - Pfarrdörfer Frauenzell, Kimratshofen, Krugzell und Muthmannshofen
  - Kirchdorf Depsried
  - Dörfer Binzen, Diesenbach, Hettisried, Maggmannshofen, Oberegg, Oberhofen, Rungatshofen, Schreiloch, Walkenberg, Walzlings und Weitenau
  - Weiler Albrechten, Bergs, Biberschwang, Bischlagers, Bodenwalz, Brand, Bräunlings, Brittlings, Bronnen, Bruggmers, Buch, Buchen, Buchen, Buchen a.Wald, Burg, Dezion, Diepolz, Figlers, Fischers, Frohnhofen, Frühstetten, Gaggen, Gansmühle, Geisemers, Greut, Gries, Gschnaidt, Häuslen, Hehlen, Hiemen, Hiltensberg, Hinterbrennberg, Hörgers, Isel, Kalden, Käsers, Lamineten, Luiblings, Neumühle, Oberhub, Oberwalzlings, Opprechts, Ottenstall, Reinthal, Ried, Rorach, Schmidberg, Schöneberg, Schorenmoos, Schwarzenbach, Schwenden, Spöck, Staig, Staubers, Steig, Streifen, Strobels, Thannen, Unteregg, Unterhub, Vocken, Völken, Vorderbrennberg, Wäschers, Wassergat, Wasserschwenden, Weihalden, Weihers, Weissen, Wendelins, Wetzleberg, Wies, Winkels, Winneberg, Wolfen und Wurms
  - Einöden Behütgott, Bergen, Betzers, Bossen, Bruderhöfe, Buch a.d.Iller, Duracherberg, Dürrenbach, Eggarts, Einsiedeln, Ettas, Geba, Greuts, Grundbühl, Guntersthal, Häldele, Halden, Halden, Heckelsmühle, Heuglosen, Hinteregg, Hochholz, Hohentann, Holzmühle, Horns, Hubbrände, Iselmühle, Katzenloh, Kempterweg, Knaus, Kochs, Kohlstatt, Kühsteig, Kuppel, Lausers, Lendraß, Leuten, Lochhaus, Manzen, Mittelberg, Moos, Mühlengat, Mushanen, Naien, Neumühle, Oberräthen, Odach, Ölstauden, Ösch, Osterberg, Radsperre, Reicharten, Reisers, Riedlingen, Scheiben, Schieten, Schreiers, Schwebelhaus, Schweineberg, Schwenden, Seefeld, Singers, Steigberg, Stockers, Tannschachen, Thurn, Ungers, Unterräthen, Untersägen, Ursulers, Waldsteig, Wasserbühl und Wetzlo

- Der Markt Bad Hindelang mit 12 Gemeindeteilen:
  - Hauptort Bad Hindelang
  - Pfarrdörfer Hinterstein, Oberjoch und Unterjoch
  - Kirchdorf Liebenstein
  - Dörfer Bad Oberdorf, Bruck, Gailenberg, Reckenberg und Vorderhindelang
  - Weiler Groß und Riedle

- Die Gemeinde Balderschwang mit 12 Gemeindeteilen:
  - Pfarrdorf Balderschwang
  - Dörfer Gschwend, Schlipfhalden und Wäldle
  - Weiler Au und Hirschgund
  - Einöden Schelpbach und Schwabenhof
  - Alpen Junghansen, Lappach, Lenzen und Schrine

- Die Gemeinde Betzigau mit 33 Gemeindeteilen:
  - Pfarrdorf Betzigau
  - Kirchdorf Hochgreut
  - Dörfer Betzenried, Hauptmannsgreut, Leiterberg, Minderbetzigau, Möstenberg, Unterhalden und Wieseris
  - Weiler Baltenstein, Bogenried, Götzen, Jaunen, Kaisersmad, Stein, Waltris und Weiher
  - Einöden Auf'm Berg, Bernholz, Dodels, Großholz, Heinzelberg, Imat, Motzen, Mühlstatt, Notzen, Oberried, Schönberg, Schwarzenbühl, Schweikarts, Sontleiten, Staubers und Vogelherd

- Die Gemeinde Blaichach mit 11 Gemeindeteilen:
  - Pfarrdörfer Blaichach und Seifriedsberg
  - Dörfer Altmummen, Bihlerdorf, Ettensberg, Gunzesried, Halden, Hofen und Schwanden
  - Weiler Reute
  - Einöde Tanne

- Die Gemeinde Bolsterlang mit 9 Gemeindeteilen:
  - Kirchdorf Bolsterlang
  - Dörfer Dietrichs, Kierwang, Sonderdorf und Untermühlegg
  - Weiler Bauhof, Gundelsberg, Obermühlegg und Riedle

- Der Markt Buchenberg mit 50 Gemeindeteilen:
  - Hauptort Buchenberg
  - Pfarrdorf Kreuzthal
  - Kirchdörfer Eschach und Wirlings
  - Dörfer Ahegg, Albris, Einöde, Eschachried, Eschachthal, Hölzlers, Masers, Schwarzerd, Ulmerthal und Wegscheidel
  - Weiler Amweg, Bechen, Bihls, Eschach h.d.Einöde, Eschach v.d.Einöde, Eschachberg, Fallehen, Freitags, Gablers, Gösers, Häfeliswald, Hahnemoos, Hehlen, Hochberg, Hochreuten, Kenels, Klamm, Niederhofen, Oberhofen, Orthalden, Riefen, Saiten, Steckenried, Stockach, Unterhalden, Warthausen und Wenk
  - Einöden Auf der Halde, Bischlags, Dreisenmühle, Exenried, Köpf, Mayerhof, Riedhalden und Weinharz
  - Sonstiger Ort Wolfsberg

- Die Gemeinde Burgberg i.Allgäu mit 6 Gemeindeteilen:
  - Pfarrdorf Burgberg i.Allgäu
  - Kirchdorf Agathazell
  - Dörfer Häuser und Ortwang
  - Einöden Auf dem Ried und Erzflöße

- Der Markt Dietmannsried mit 66 Gemeindeteilen:
  - Hauptort Dietmannsried
  - Pfarrdörfer Probstried, Reicholzried und Schrattenbach
  - Kirchdorf Überbach
  - Dörfer Gemeinderied I, Gemeinderied II, Käsers, Naiers, Vockenthal und Wirthshalde
  - Weiler Albus, Atzenberg, Bärenwies, Ehemanns, Eichholz, Graben, Grasgrub, Henkels, Hesselstall, Heusteig, Hinter der langen Zeil, Hinterhalde, Hörensberg, Kiesels, Maierhof, Oberried, Öschle, Osterwald, Rauhmühle, Reutacker, Ried, Sachsenried, Sandbühl, Schoren, Schorenmoos, Sommersberg, Todtenberg, Ussenried, Wanners, Wiesenthal und Wohlmuths
  - Einöden Buchen, Finstersteig, Gefällmühle, Göhlmühle, Greith, Gschlavers, Haldenmühle, Haslach, Kassier, Komposten, Kraiberg, Kuster, Mannenschley, Osterberg, Papierer, Pfefferhof, Pfosen, Reute, Schilchern, Schochenbühl, Tiefenau, Überbach, Veiten und Zinkenhalde

- Die Gemeinde Durach mit 27 Gemeindeteilen:
  - Pfarrdörfer Bodelsberg, Durach und Oberkottern
  - Dörfer Bechen, Heberlings, Miesenbach, Rothen, Straßösch und Weidach
  - Weiler Bachtel, Bäuerlings, Bubenberg, Dürrenberg, Fahls, Feuerschwenden, Furtenbach, Halde, Hermannsberg, Laufen, Linggen und Oberhof
  - Einöden Burg, Dorfberg, Felben, Freitags, Heidach und Wenglings

- Die Gemeinde Fischen i.Allgäu mit 13 Gemeindeteilen:
  - Pfarrdorf Fischen i.Allgäu
  - Dörfer Au, Berg, Langenwang, Maderhalm, Oberthalhofen, Unterthalhofen und Weiler
  - Weiler Hof, Höldersberg, Jägersberg und Kreben
  - Einöde Burgegg

- Die Gemeinde Haldenwang mit 36 Gemeindeteilen:
  - Pfarrdorf Haldenwang
  - Kirchdorf Börwang
  - Dörfer Fleschützen, Hojen, Pfaffenhofen und Seebach
  - Weiler Einöde, Grund, Hinterkindberg, Koneberg, Neuburg, Oberwengen, Ottisried, Staudach, Steig, Stielings, Stoßberg, Unterwengen, Vocken, Vorderkindberg, Woldang und Wörth
  - Einöden Angerhof, Berg, Bischlags, Blumenried, Bocksberg, Dickenbühl, Haslach, Höfen, Priors, Straß, Unkraut, Vögelesmühle, Wagegg und Wuhr

- Die Stadt Immenstadt i.Allgäu mit 39 Gemeindeteilen:
  - Hauptort Immenstadt i.Allgäu
  - Pfarrdörfer Akams, Bühl a.Alpsee, Diepolz, Eckarts, Knottenried, Rauhenzell und Stein i.Allgäu
  - Dörfer Bräunlings, Freundpolz, Gnadenberg, Hub, Luitharz, Obereinharz, Ratholz, Rieder, See, Seifen, Werdenstein und Zaumberg
  - Weiler Adelharz, Dietzen, Flecken, Freibrechts, Göhlenbühl, Gschwend, Lachen, Reute, Thanners, Trieblings, Untereinharz und Zellers
  - Einöden Alpseewies, Egg, Hintersee, Hochreute, Oberau, Reuter und Sange

- Die Gemeinde Lauben mit 16 Gemeindeteilen:
  - Pfarrdorf Lauben
  - Kirchdorf Heising
  - Dörfer Hofen, Moos und Stielings
  - Weiler Ellensberg, Finken, Gräbelesmühle, Hinwang, Nasengrub und Winklers
  - Einöden Grund, Hafenthal, Oberbühlers, Schwarzenbühlers und Steigers

- Die Gemeinde Missen-Wilhams mit 9 Gemeindeteilen:
  - Pfarrdorf Missen
  - Dörfer Aigis, Berg, Börlas, Wiederhofen und Wilhams
  - Weiler Geratsried
  - Einöden Oberstixner und Unterstixner

- Die Gemeinde Obermaiselstein mit 4 Gemeindeteilen:
  - Pfarrdorf Obermaiselstein
  - Dörfer Niederdorf, Oberdorf und Ried

- Der Markt Oberstaufen mit 44 Gemeindeteilen:
  - Hauptort Oberstaufen
  - Pfarrdörfer Aach im Allgäu, Steibis und Thalkirchdorf
  - Kirchdörfer Hagspiel, Kalzhofen und Schindelberg
  - Dörfer Buflings, Hinterreute, Hinterstaufen, Höfen, Knechtenhofen, Konstanzer, Lamprechts, Osterdorf, Salmas, Stiesberg, Vorderreute, Weißach und Wiedemannsdorf
  - Weiler Berg, Buchenegg, Döbilisried, Halden, Hänse, Hinterhalden, Hütten, Ifen, Krebs, Laufenegg, Pfalzen, Saneberg, Sinswang, Steinebach, Tronsberg, Wengen, Willis und Zell
  - Feriendörfer Eibele und Malas
  - Einöden Gschwend und Nägeleshalde
  - Sonstige Orte Hub und Weißenbachmühle

- Der Markt Oberstdorf mit 44 Gemeindeteilen:
  - Hauptort Oberstdorf
  - Pfarrdörfer Schöllang und Tiefenbach b. Oberstdorf
  - Dörfer Dietersberg, Faistenoy, Ferlewang, Jauchen, Kornau, Lochwiesen, Räppele, Reichenbach, Reute, Rubi, Wasach, Weidach und Winkel
  - Weiler Anatswald, Bachtel, Birgsau, Ebnath, Gruben, Gsessel, Oib, Rohrmoos und Schwand
  - Einöden Büchele, Ebene, Einödsbach, Gaisalpe, Gerstruben, Gottenried, Greith, Gundsbach, Hochstatt, Hüttenbühl, Kapf, Mittwänden, Reine, Ringang, Schwande und Spielmannsau
  - Alpe Hinterenge
  - Sonstige Orte Dorf und Viehweide

- Die Gemeinde Ofterschwang mit 12 Gemeindeteilen:
  - Pfarrdorf Ofterschwang
  - Dörfer Bettenried, Hüttenberg, Muderpolz, Schweineberg, Sigishofen, Sigiswang, Tiefenberg und Westerhofen
  - Weiler Wielenberg
  - Einöde Oberzollbrücke
  - Alpe Eck

- Die Gemeinde Oy-Mittelberg mit 44 Gemeindeteilen:
  - Pfarrdörfer Maria-Rain, Mittelberg, Oy, Petersthal und Unterschwarzenberg
  - Kirchdörfer Bachtel, Faistenoy, Haslach, Oberzollhaus und Riedis
  - Dörfer Burgkranzegg, Feld, Guggemoos, Haag, Kressen, Memersch, Oberschwarzenberg und Stich
  - Weiler Bichel, Bisseroy, Greifenmühle, Gschwend, Hinterschwarzenberg, Holz, Josereute, Köllen, Mitbühl, Rainen, Ried, Schicken, Schwanden, Uttenbühl und Wengen
  - Einöden Binzen, Gstör, Multen, Ochsenhof, Öschle, Schmalzhansenstein, Suitermühle, Wasenmühle, Wertachmühle und Wiesen

- Die Gemeinde Rettenberg mit 37 Gemeindeteilen:
  - Pfarrdörfer Rettenberg, Rottach, Untermaiselstein und Vorderburg
  - Kirchdörfer Emmereis und Kranzegg
  - Dörfer Engelpolz, Freidorf, Greggenhofen, Großdorf, Wagneritz und Weiher
  - Weiler Acker, Altach, Bellen, Bichel, Binzeler, Bommen, Brackenberg, Brosisellegg, Buchenberg, Gindels, Hinterberg, Humbach, Kalchenbach, Morgen, Reichen, Sterklis und Wolfis
  - Einöden Batzers, Bitterlis, Gerats, Goimoosmühle, Keller, Rieder, Rottachmühle und Vorderberg

- Die Stadt Sonthofen mit 19 Gemeindeteilen:
  - Hauptort Sonthofen
  - Stadtteil Rieden
  - Pfarrdörfer Altstädten und Berghofen
  - Dörfer Beilenberg, Binswangen, Hinang, Hofen, Imberg, Margarethen, Staig, Tannach, Tiefenbach und Winkel
  - Weiler Hochweiler, Unterried und Walten
  - Einöde Breiten
  - Anstalt Burg Sonthofen

- Der Markt Sulzberg mit 80 Gemeindeteilen:
  - Hauptort Sulzberg
  - Pfarrdörfer Moosbach und Ottacker
  - Dörfer Eizisried, Graben, Öschle, Ried b.Sulzberg und See
  - Weiler Albis, Aleuthe, Au, Bechtris, Bittris, Büchelesstein, Burgratz, Geigers, Haneberg, Hinter'm Buch, Hitzleberg, Hofstetten, Hub, Kenels, Kühbach, Lanzenberg, Nägeleried, Ottackers, Raichen, Rappolz, Ried b.Ottackers, Ruchis, Schlechtenberg, Schmieden, Steingaden, Stellenmoos, Straß, Thal, Untergassen, Unter'm Buch, Unterminderdorf, Untermoos, Unterthannen, Wies, Winkel und Wolfarts
  - Einöden Auf'm Buch, Eigen, Eulen, Greuth, Gsellen, Gstadt, Gund, Haberreute, Hasen, Hasenried, Heibels, Hiltensberg, Kohlenberg, Köhlis, Moos, Mühlenried, Oberhub, Oberkenels, Oberminderdorf, Oberschloß, Oberthannen, Oberzollhaus, Pfaffenried, Reisach, Schnitzen, Schwarzenbach, Seebach, Sparenberg, Steinach, Unterschloß, Wachsenegg, Waitzis, Waxenegg und Zipfwang
  - Anstalt Sulzbrunn
  - Sonstiger Ort Schorenmühle

- Die Gemeinde Waltenhofen mit 81 Gemeindeteilen:
  - Pfarrdörfer Helen, Martinszell i.Allgäu, Memhölz, Niedersonthofen und Waltenhofen
  - Industrieort Hegge
  - Dörfer Ettlis, Gopprechts, Häusern, Hupprechts, Kuhnen, Kurzberg, Lanzen, Leuten, Leutenhofen, Rohr, Stoffels und Weiher
  - Siedlungen Oberdorf b.Immenstadt und Rauns
  - Weiler Bergen, Buch, Eggen, Eggenberg, Einzenberg, Fischen, Gerats, Greifenberg, Greith, Hatzenberg, Herzmanns, Heuberg, Hof, Hubers, Insel I, Laudorf, Linsen, Maind, Moos, Rieggis, Ringgen, Sondert, Suiters, Veits, Wachters, Walkarts, Waltenberg, Waltenhofen, Weiberg, Widdum, Wies, Wollmuths und Zellen
  - Einöden Aubruck, Bachtel, Berg, Birkach, Brenden, Egg, Esch, Friesinsel, Gfährt, Insel II, Judenried, Kiesels, Langenegg, Linden, Loch, Mähris, Moosbühl, Oberburg, Oberegg, See, Steg, Stegacker, Steig, Türken, Unterburg, Unteregg, Weidach und Wolfen

- Der Markt Weitnau mit 54 Gemeindeteilen:
  - Hauptort Weitnau
  - Pfarrdörfer Hellengerst, Kleinweiler, Rechtis, Sibratshofen und Wengen
  - Dörfer Eisenbolz, Engelwarz, Ettensberg, Hofen, Nellenberg, Ritzensonnenhalb, Seltmans und Waltrams
  - Weiler Büchelesmühle, Bühl, Engelhirsch, Gerholz, Glashütte, Haslach, Klausenmühle, Letz, Leutfritz, Moos, Nellenbruck, Osterhofen, Ritzenschattenhalb, Schmiedberg, Steinebach, Untereinöden, Weilerle und Widmannsried
  - Einöden Altach, Alttrauchburg, Bauhof, Biesenbach, Buigen, Eschachthal, Faistenoy, Greit, Hub, Hungerbach, Kaisers, Langenberg, Obereinöden, Obergötzenberg, Oberweihbach, Riedbruck, Rieder, Roßsteig, Säge, Spitalhof, Untergötzenberg und Wengermühle

- Der Markt Wertach mit 11 Gemeindeteilen:
  - Hauptort Wertach
  - Dörfer Bichel, Enthalb der Ach, Hinterreute und Vorderreute
  - Weiler Gereute, Hinterschneid, Oberellegg, Unterellegg und Vorderschneid
  - Einöde Schray

- Der Markt Wiggensbach mit 75 Gemeindeteilen:
  - Hauptort Wiggensbach
  - Kirchdorf Ermengerst
  - Dörfer Emmenried, Notzen, Pfaffenried, Unterried, Wagenbühl und Westenried
  - Weiler Adelegg, Aichbaindt, Artho, Bachtels, Bailers, Burg, Egg, Eggholz, Ettensberg, Feurers, Grub, Haggen, Hinlings, Hino, Hitzlo, Hofs, Holdenried, Hörtwies, Kochs, Kutten, Leuten, Millers, Nesso, Oberkürnach, Rauhenstein, Raunberg, Riedlingen, Schachen, Schmidsreute, Schwarzachen, Seibothen, Simmlers, Staudach, Strohmayers, Trunzen, Weißen, Wendelins, Winnings, Wohnen und Zur Mühle
  - Einöden Blenden, Bracken, Braunen, Burgstall, Dörnen, Eckartsberg, Felds, Greiters, Hahnenberg, Heckels, Herrenwies, Holzwart, Hubers, Kolben, Liß, Maisenbaindt, Neuburg, Rothmayers, Scheiben, Schwenkels, Steig, Steinrinnen, Stockers, Stoffels, Thannen, Unterkürnach und Waldegg

- Die Gemeinde Wildpoldsried mit 22 Gemeindeteilen:
  - Pfarrdorf Wildpoldsried
  - Dörfer Einöde, Ellenberg, Eufnach, Frohnschwenden und Meggenried
  - Weiler Hutoi, Moosmühle, Oberegg, Obereiberg, Reuten, Schnaitweg, Steig, Trampoi, Trogoi, Unteregg und Wolkenberg
  - Einöden Kürbsen, Ramsoi, Straßberg, Trostbühl und Untereiberg

## Alphabetische Liste
In Fettschrift erscheinen die Orte, die namengebend für die Gemeinde sind.

### A
- Aach im Allgäu zu Oberstaufen
- Acker zu Rettenberg
- Adelegg zu Wiggensbach
- Adelharz zu Immenstadt i.Allgäu
- Agathazell zu Burgberg i.Allgäu
- Ahegg zu Buchenberg
- Aichbaindt zu Wiggensbach
- Aigis zu Missen-Wilhams
- Akams zu Immenstadt i.Allgäu
- Albis zu Sulzberg
- Albrechten zu Altusried
- Albris zu Buchenberg
- Albus zu Dietmannsried
- Aleuthe zu Sulzberg
- Alpe Eck zu Ofterschwang
- Alpseewies zu Immenstadt i.Allgäu
- Altach zu Rettenberg
- Altach zu Weitnau
- Altmummen zu Blaichach
- Altstädten zu Sonthofen
- Alttrauchburg zu Weitnau
- Altusried
- Amweg zu Buchenberg
- Anatswald zu Oberstdorf
- Angerhof zu Haldenwang
- Artho zu Wiggensbach
- Atzenberg zu Dietmannsried
- Au zu Balderschwang
- Au zu Fischen i.Allgäu
- Au zu Sulzberg
- Aubruck zu Waltenhofen
- Auf dem Ried zu Burgberg i.Allgäu
- Auf der Halde zu Buchenberg
- Auf'm Berg zu Betzigau
- Auf'm Buch zu Sulzberg

↑ Zurück zum Inhaltsverzeichnis

### B
- Bachtel zu Durach
- Bachtel zu Oberstdorf
- Bachtel zu Oy-Mittelberg
- Bachtel zu Waltenhofen
- Bachtels zu Wiggensbach
- Bad Hindelang
- Bad Oberdorf zu Bad Hindelang
- Bailers zu Wiggensbach
- Balderschwang
- Baltenstein zu Betzigau
- Bärenwies zu Dietmannsried
- Batzers zu Rettenberg
- Bäuerlings zu Durach
- Bauhof zu Bolsterlang
- Bauhof zu Weitnau
- Bechen zu Buchenberg
- Bechen zu Durach
- Bechtris zu Sulzberg
- Behütgott zu Altusried
- Beilenberg zu Sonthofen
- Bellen zu Rettenberg
- Berg zu Fischen i.Allgäu
- Berg zu Haldenwang
- Berg zu Missen-Wilhams
- Berg zu Oberstaufen
- Berg zu Waltenhofen
- Bergen zu Altusried
- Bergen zu Waltenhofen
- Berghofen zu Sonthofen
- Bergs zu Altusried
- Bernholz zu Betzigau
- Bettenried zu Ofterschwang
- Betzenried zu Betzigau
- Betzers zu Altusried
- Betzigau
- Biberschwang zu Altusried
- Bichel zu Oy-Mittelberg
- Bichel zu Rettenberg
- Bichel zu Wertach
- Biesenbach zu Weitnau
- Bihlerdorf zu Blaichach
- Bihls zu Buchenberg
- Binswangen zu Sonthofen
- Binzeler zu Rettenberg
- Binzen zu Altusried
- Binzen zu Oy-Mittelberg
- Birgsau zu Oberstdorf
- Birkach zu Waltenhofen
- Bischlagers zu Altusried
- Bischlags zu Buchenberg
- Bischlags zu Haldenwang
- Bisseroy zu Oy-Mittelberg
- Bitterlis zu Rettenberg
- Bittris zu Sulzberg
- Blaichach
- Blenden zu Wiggensbach
- Blumenried zu Haldenwang
- Bocksberg zu Haldenwang
- Bodelsberg zu Durach
- Bodenwalz zu Altusried
- Bogenried zu Betzigau
- Bolsterlang
- Bommen zu Rettenberg
- Börlas zu Missen-Wilhams
- Börwang zu Haldenwang
- Bossen zu Altusried
- Bracken zu Wiggensbach
- Brackenberg zu Rettenberg
- Brand zu Altusried
- Braunen zu Wiggensbach
- Bräunlings zu Altusried
- Bräunlings zu Immenstadt i.Allgäu
- Breiten zu Sonthofen
- Brenden zu Waltenhofen
- Brittlings zu Altusried
- Bronnen zu Altusried
- Brosisellegg zu Rettenberg
- Bruck zu Bad Hindelang
- Bruderhöfe zu Altusried
- Bruggmers zu Altusried
- Bubenberg zu Durach
- Buch zu Altusried
- Buch zu Waltenhofen
- Buch a.d.Iller zu Altusried
- Büchele zu Oberstdorf
- Büchelesmühle zu Weitnau
- Büchelesstein zu Sulzberg
- Buchen zu Altusried
- Buchen zu Altusried
- Buchen zu Dietmannsried
- Buchen a.Wald zu Altusried
- Buchenberg
- Buchenberg zu Rettenberg
- Buchenegg zu Oberstaufen
- Buflings zu Oberstaufen
- Bühl zu Weitnau
- Bühl a.Alpsee zu Immenstadt i.Allgäu
- Buigen zu Weitnau
- Burg zu Altusried
- Burg zu Durach
- Burg zu Wiggensbach
- Burg Sonthofen zu Sonthofen
- Burgberg i.Allgäu
- Burgegg zu Fischen i.Allgäu
- Burgkranzegg zu Oy-Mittelberg
- Burgratz zu Sulzberg
- Burgstall zu Wiggensbach

↑ Zurück zum Inhaltsverzeichnis

### D
- Depsried zu Altusried
- Dezion zu Altusried
- Dickenbühl zu Haldenwang
- Diepolz zu Altusried
- Diepolz zu Immenstadt i.Allgäu
- Diesenbach zu Altusried
- Dietersberg zu Oberstdorf
- Dietmannsried
- Dietrichs zu Bolsterlang
- Dietzen zu Immenstadt i.Allgäu
- Döbilisried zu Oberstaufen
- Dodels zu Betzigau
- Dorf zu Oberstdorf
- Dorfberg zu Durach
- Dörnen zu Wiggensbach
- Dreisenmühle zu Buchenberg
- Durach
- Duracherberg zu Altusried
- Dürrenbach zu Altusried
- Dürrenberg zu Durach

↑ Zurück zum Inhaltsverzeichnis

### E
- Ebene zu Oberstdorf
- Ebnath zu Oberstdorf
- Eckarts zu Immenstadt i.Allgäu
- Eckartsberg zu Wiggensbach
- Egg zu Immenstadt i.Allgäu
- Egg zu Waltenhofen
- Egg zu Wiggensbach
- Eggarts zu Altusried
- Eggen zu Waltenhofen
- Eggenberg zu Waltenhofen
- Eggholz zu Wiggensbach
- Ehemanns zu Dietmannsried
- Eibele zu Oberstaufen
- Eichholz zu Dietmannsried
- Eigen zu Sulzberg
- Einöde zu Buchenberg
- Einöde zu Haldenwang
- Einöde zu Wildpoldsried
- Einödsbach zu Oberstdorf
- Einsiedeln zu Altusried
- Einzenberg zu Waltenhofen
- Eisenbolz zu Weitnau
- Eizisried zu Sulzberg
- Ellenberg zu Wildpoldsried
- Ellensberg zu Lauben
- Emmenried zu Wiggensbach
- Emmereis zu Rettenberg
- Engelhirsch zu Weitnau
- Engelpolz zu Rettenberg
- Engelwarz zu Weitnau
- Enthalb der Ach zu Wertach
- Ermengerst zu Wiggensbach
- Erzflöße zu Burgberg i.Allgäu
- Esch zu Waltenhofen
- Eschach zu Buchenberg
- Eschach h.d.Einöde zu Buchenberg
- Eschach v.d.Einöde zu Buchenberg
- Eschachberg zu Buchenberg
- Eschachried zu Buchenberg
- Eschachthal zu Buchenberg
- Eschachthal zu Weitnau
- Ettas zu Altusried
- Ettensberg zu Blaichach
- Ettensberg zu Weitnau
- Ettensberg zu Wiggensbach
- Ettlis zu Waltenhofen
- Eufnach zu Wildpoldsried
- Eulen zu Sulzberg
- Exenried zu Buchenberg

↑ Zurück zum Inhaltsverzeichnis

### F
- Fahls zu Durach
- Faistenoy zu Oberstdorf
- Faistenoy zu Oy-Mittelberg
- Faistenoy zu Weitnau
- Fallehen zu Buchenberg
- Felben zu Durach
- Feld zu Oy-Mittelberg
- Felds zu Wiggensbach
- Ferlewang zu Oberstdorf
- Feuerschwenden zu Durach
- Feurers zu Wiggensbach
- Figlers zu Altusried
- Finken zu Lauben
- Finstersteig zu Dietmannsried
- Fischen zu Waltenhofen
- Fischen i.Allgäu
- Fischers zu Altusried
- Flecken zu Immenstadt i.Allgäu
- Fleschützen zu Haldenwang
- Frauenzell zu Altusried
- Freibrechts zu Immenstadt i.Allgäu
- Freidorf zu Rettenberg
- Freitags zu Buchenberg
- Freitags zu Durach
- Freundpolz zu Immenstadt i.Allgäu
- Friesinsel zu Waltenhofen
- Frohnhofen zu Altusried
- Frohnschwenden zu Wildpoldsried
- Frühstetten zu Altusried
- Furtenbach zu Durach

↑ Zurück zum Inhaltsverzeichnis

### G
- Gablers zu Buchenberg
- Gaggen zu Altusried
- Gailenberg zu Bad Hindelang
- Gaisalpe zu Oberstdorf
- Gansmühle zu Altusried
- Geba zu Altusried
- Gefällmühle zu Dietmannsried
- Geigers zu Sulzberg
- Geisemers zu Altusried
- Gemeinderied I zu Dietmannsried
- Gemeinderied II zu Dietmannsried
- Gerats zu Rettenberg
- Gerats zu Waltenhofen
- Geratsried zu Missen-Wilhams
- Gereute zu Wertach
- Gerholz zu Weitnau
- Gerstruben zu Oberstdorf
- Gfährt zu Waltenhofen
- Gindels zu Rettenberg
- Glashütte zu Weitnau
- Gnadenberg zu Immenstadt i.Allgäu
- Göhlenbühl zu Immenstadt i.Allgäu
- Göhlmühle zu Dietmannsried
- Goimoosmühle zu Rettenberg
- Gopprechts zu Waltenhofen
- Gösers zu Buchenberg
- Gottenried zu Oberstdorf
- Götzen zu Betzigau
- Gräbelesmühle zu Lauben
- Graben zu Dietmannsried
- Graben zu Sulzberg
- Grasgrub zu Dietmannsried
- Greggenhofen zu Rettenberg
- Greifenberg zu Waltenhofen
- Greifenmühle zu Oy-Mittelberg
- Greit zu Dietmannsried
- Greit zu Weitnau
- Greiters zu Wiggensbach
- Greith zu Oberstdorf
- Greith zu Waltenhofen
- Greut zu Altusried
- Greuth zu Sulzberg
- Greuth zu Altusried
- Gries zu Altusried
- Groß zu Bad Hindelang
- Großdorf zu Rettenberg
- Großholz zu Betzigau
- Grub zu Wiggensbach
- Gruben zu Oberstdorf
- Grund zu Haldenwang
- Grund zu Lauben
- Grundbühl zu Altusried
- Gschlavers zu Dietmannsried
- Gschnaidt zu Altusried
- Gschwend zu Balderschwang
- Gschwend zu Immenstadt i.Allgäu
- Gschwend zu Oberstaufen
- Gschwend zu Oy-Mittelberg
- Gsellen zu Sulzberg
- Gsessel zu Oberstdorf
- Gstadt zu Sulzberg
- Gstör zu Oy-Mittelberg
- Guggemoos zu Oy-Mittelberg
- Gund zu Sulzberg
- Gundelsberg zu Bolsterlang
- Gundsbach zu Oberstdorf
- Guntersthal zu Altusried
- Gunzesried zu Blaichach

↑ Zurück zum Inhaltsverzeichnis

### H
- Haag zu Oy-Mittelberg
- Haberreute zu Sulzberg
- Häfeliswald zu Buchenberg
- Hafenthal zu Lauben
- Haggen zu Wiggensbach
- Hagspiel zu Oberstaufen
- Hahnemoos zu Buchenberg
- Hahnenberg zu Wiggensbach
- Halde zu Durach
- Häldele zu Altusried
- Halden zu Altusried
- Halden zu Altusried
- Halden zu Blaichach
- Halden zu Oberstaufen
- Haldenmühle zu Dietmannsried
- Haldenwang
- Haneberg zu Sulzberg
- Hänse zu Oberstaufen
- Hasen zu Sulzberg
- Hasenried zu Sulzberg
- Haslach zu Dietmannsried
- Haslach zu Haldenwang
- Haslach zu Oy-Mittelberg
- Haslach zu Weitnau
- Hatzenberg zu Waltenhofen
- Hauptmannsgreut zu Betzigau
- Häuser zu Burgberg i.Allgäu
- Häusern zu Waltenhofen
- Häuslen zu Altusried
- Heberlings zu Durach
- Heckels zu Wiggensbach
- Heckelsmühle zu Altusried
- Hegge zu Waltenhofen
- Hehlen zu Altusried
- Hehlen zu Buchenberg
- Heibels zu Sulzberg
- Heidach zu Durach
- Heinzelberg zu Betzigau
- Heising zu Lauben
- Helen zu Waltenhofen
- Hellengerst zu Weitnau
- Henkels zu Dietmannsried
- Hermannsberg zu Durach
- Herrenwies zu Wiggensbach
- Herzmanns zu Waltenhofen
- Hesselstall zu Dietmannsried
- Hettisried zu Altusried
- Heuberg zu Waltenhofen
- Heuglosen zu Altusried
- Heusteig zu Dietmannsried
- Hiemen zu Altusried
- Hiltensberg zu Altusried
- Hiltensberg zu Sulzberg
- Hinang zu Sonthofen
- Hinlings zu Wiggensbach
- Hino zu Wiggensbach
- Hinter der langen Zeil zu Dietmannsried
- Hinterberg zu Rettenberg
- Hinterbrennberg zu Altusried
- Hinteregg zu Altusried
- Hinterenge zu Oberstdorf
- Hinterhalde zu Dietmannsried
- Hinterhalden zu Oberstaufen
- Hinterkindberg zu Haldenwang
- Hinter'm Buch zu Sulzberg
- Hinterreute zu Oberstaufen
- Hinterreute zu Wertach
- Hinterschneid zu Wertach
- Hinterschwarzenberg zu Oy-Mittelberg
- Hintersee zu Immenstadt i.Allgäu
- Hinterstaufen zu Oberstaufen
- Hinterstein zu Bad Hindelang
- Hinwang zu Lauben
- Hirschgund zu Balderschwang
- Hitzleberg zu Sulzberg
- Hitzlo zu Wiggensbach
- Hochberg zu Buchenberg
- Hochgreut zu Betzigau
- Hochholz zu Altusried
- Hochreute zu Immenstadt i.Allgäu
- Hochreuten zu Buchenberg
- Hochstatt zu Oberstdorf
- Hochweiler zu Sonthofen
- Hof zu Fischen i.Allgäu
- Hof zu Waltenhofen
- Hofen zu Blaichach
- Hofen zu Lauben
- Hofen zu Sonthofen
- Hofen zu Weitnau
- Höfen zu Haldenwang
- Höfen zu Oberstaufen
- Hofs zu Wiggensbach
- Hofstetten zu Sulzberg
- Hohentann zu Altusried
- Hojen zu Haldenwang
- Holdenried zu Wiggensbach
- Höldersberg zu Fischen i.Allgäu
- Holz zu Oy-Mittelberg
- Hölzlers zu Buchenberg
- Holzmühle zu Altusried
- Holzwart zu Wiggensbach
- Hörensberg zu Dietmannsried
- Hörgers zu Altusried
- Horns zu Altusried
- Hörtwies zu Wiggensbach
- Hub zu Immenstadt i.Allgäu
- Hub zu Oberstaufen
- Hub zu Sulzberg
- Hub zu Weitnau
- Hubbrände zu Altusried
- Hubers zu Waltenhofen
- Hubers zu Wiggensbach
- Humbach zu Rettenberg
- Hungerbach zu Weitnau
- Hupprechts zu Waltenhofen
- Hutoi zu Wildpoldsried
- Hütten zu Oberstaufen
- Hüttenberg zu Ofterschwang
- Hüttenbühl zu Oberstdorf

↑ Zurück zum Inhaltsverzeichnis

### I
- Ifen zu Oberstaufen
- Imat zu Betzigau
- Imberg zu Sonthofen
- Immenstadt i.Allgäu
- Insel I zu Waltenhofen
- Insel II zu Waltenhofen
- Isel zu Altusried
- Iselmühle zu Altusried

↑ Zurück zum Inhaltsverzeichnis

### J
- Jägersberg zu Fischen i.Allgäu
- Jauchen zu Oberstdorf
- Jaunen zu Betzigau
- Josereute zu Oy-Mittelberg
- Judenried zu Waltenhofen
- Junghansen zu Balderschwang

↑ Zurück zum Inhaltsverzeichnis

### K
- Kaisers zu Weitnau
- Kaisersmad zu Betzigau
- Kalchenbach zu Rettenberg
- Kalden zu Altusried
- Kalzhofen zu Oberstaufen
- Kapf zu Oberstdorf
- Käsers zu Altusried
- Käsers zu Dietmannsried
- Kassier zu Dietmannsried
- Katzenloh zu Altusried
- Keller zu Rettenberg
- Kempterweg zu Altusried
- Kenels zu Buchenberg
- Kenels zu Sulzberg
- Kierwang zu Bolsterlang
- Kiesels zu Dietmannsried
- Kiesels zu Waltenhofen
- Kimratshofen zu Altusried
- Klamm zu Buchenberg
- Klausenmühle zu Weitnau
- Kleinweiler zu Weitnau
- Knaus zu Altusried
- Knechtenhofen zu Oberstaufen
- Knottenried zu Immenstadt i.Allgäu
- Kochs zu Altusried
- Kochs zu Wiggensbach
- Kohlenberg zu Sulzberg
- Köhlis zu Sulzberg
- Kohlstatt zu Altusried
- Kolben zu Wiggensbach
- Köllen zu Oy-Mittelberg
- Komposten zu Dietmannsried
- Koneberg zu Haldenwang
- Konstanzer zu Oberstaufen
- Köpf zu Buchenberg
- Kornau zu Oberstdorf
- Kraiberg zu Dietmannsried
- Kranzegg zu Rettenberg
- Kreben zu Fischen i.Allgäu
- Krebs zu Oberstaufen
- Kressen zu Oy-Mittelberg
- Kreuzthal zu Buchenberg
- Krugzell zu Altusried
- Kühbach zu Sulzberg
- Kuhnen zu Waltenhofen
- Kühsteig zu Altusried
- Kuppel zu Altusried
- Kürbsen zu Wildpoldsried
- Kurzberg zu Waltenhofen
- Kuster zu Dietmannsried
- Kutten zu Wiggensbach

↑ Zurück zum Inhaltsverzeichnis

### L
- Lachen zu Immenstadt i.Allgäu
- Lamineten zu Altusried
- Lamprechts zu Oberstaufen
- Langenberg zu Weitnau
- Langenegg zu Waltenhofen
- Langenwang zu Fischen i.Allgäu
- Lanzen zu Waltenhofen
- Lanzenberg zu Sulzberg
- Lappach zu Balderschwang
- Lauben
- Laudorf zu Waltenhofen
- Laufen zu Durach
- Laufenegg zu Oberstaufen
- Lausers zu Altusried
- Leiterberg zu Betzigau
- Lendraß zu Altusried
- Lenzen zu Balderschwang
- Letz zu Weitnau
- Leuten zu Altusried
- Leuten zu Waltenhofen
- Leuten zu Wiggensbach
- Leutenhofen zu Waltenhofen
- Leutfritz zu Weitnau
- Liebenstein zu Bad Hindelang
- Linden zu Waltenhofen
- Linggen zu Durach
- Linsen zu Waltenhofen
- Liß zu Wiggensbach
- Loch zu Waltenhofen
- Lochhaus zu Altusried
- Lochwiesen zu Oberstdorf
- Luiblings zu Altusried
- Luitharz zu Immenstadt i.Allgäu

↑ Zurück zum Inhaltsverzeichnis

### M
- Maderhalm zu Fischen i.Allgäu
- Maggmannshofen zu Altusried
- Mähris zu Waltenhofen
- Maierhof zu Dietmannsried
- Maind zu Waltenhofen
- Maisenbaindt zu Wiggensbach
- Malas zu Oberstaufen
- Mannenschley zu Dietmannsried
- Manzen zu Altusried
- Margarethen zu Sonthofen
- Maria-Rain zu Oy-Mittelberg
- Martinszell i.Allgäu zu Waltenhofen
- Masers zu Buchenberg
- Mayerhof zu Buchenberg
- Meggenried zu Wildpoldsried
- Memersch zu Oy-Mittelberg
- Memhölz zu Waltenhofen
- Miesenbach zu Durach
- Millers zu Wiggensbach
- Minderbetzigau zu Betzigau
- Missen zu Missen-Wilhams
- Mitbühl zu Oy-Mittelberg
- Mittelberg zu Altusried
- Mittelberg zu Oy-Mittelberg
- Mittwänden zu Oberstdorf
- Moos zu Altusried
- Moos zu Lauben
- Moos zu Sulzberg
- Moos zu Waltenhofen
- Moos zu Weitnau
- Moosbach zu Sulzberg
- Moosbühl zu Waltenhofen
- Moosmühle zu Wildpoldsried
- Morgen zu Rettenberg
- Möstenberg zu Betzigau
- Motzen zu Betzigau
- Muderpolz zu Ofterschwang
- Mühlengat zu Altusried
- Mühlenried zu Sulzberg
- Mühlstatt zu Betzigau
- Multen zu Oy-Mittelberg
- Mushanen zu Altusried
- Muthmannshofen zu Altusried

↑ Zurück zum Inhaltsverzeichnis

### N
- Nägeleried zu Sulzberg
- Nägeleshalde zu Oberstaufen
- Naien zu Altusried
- Naiers zu Dietmannsried
- Nasengrub zu Lauben
- Nellenberg zu Weitnau
- Nellenbruck zu Weitnau
- Nesso zu Wiggensbach
- Neuburg zu Haldenwang
- Neuburg zu Wiggensbach
- Neumühle zu Altusried
- Neumühle zu Altusried
- Niederdorf zu Obermaiselstein
- Niederhofen zu Buchenberg
- Niedersonthofen zu Waltenhofen
- Notzen zu Betzigau
- Notzen zu Wiggensbach

↑ Zurück zum Inhaltsverzeichnis

### O
- Oberau zu Immenstadt i.Allgäu
- Oberbühlers zu Lauben
- Oberburg zu Waltenhofen
- Oberdorf zu Obermaiselstein
- Oberdorf b.Immenstadt zu Waltenhofen
- Oberegg zu Altusried
- Oberegg zu Waltenhofen
- Oberegg zu Wildpoldsried
- Obereiberg zu Wildpoldsried
- Obereinharz zu Immenstadt i.Allgäu
- Obereinöden zu Weitnau
- Oberellegg zu Wertach
- Obergötzenberg zu Weitnau
- Oberhof zu Durach
- Oberhofen zu Altusried
- Oberhofen zu Buchenberg
- Oberhub zu Altusried
- Oberhub zu Sulzberg
- Oberjoch zu Bad Hindelang
- Oberkenels zu Sulzberg
- Oberkottern zu Durach
- Oberkürnach zu Wiggensbach
- Obermaiselstein
- Oberminderdorf zu Sulzberg
- Obermühlegg zu Bolsterlang
- Oberräthen zu Altusried
- Oberried zu Betzigau
- Oberried zu Dietmannsried
- Oberschloß zu Sulzberg
- Oberschwarzenberg zu Oy-Mittelberg
- Oberstaufen
- Oberstdorf
- Oberstixner zu Missen-Wilhams
- Oberthalhofen zu Fischen i.Allgäu
- Oberthannen zu Sulzberg
- Oberwalzlings zu Altusried
- Oberweihbach zu Weitnau
- Oberwengen zu Haldenwang
- Oberzollbrücke zu Ofterschwang
- Oberzollhaus zu Oy-Mittelberg
- Oberzollhaus zu Sulzberg
- Ochsenhof zu Oy-Mittelberg
- Odach zu Altusried
- Ofterschwang
- Oib zu Oberstdorf
- Ölstauden zu Altusried
- Opprechts zu Altusried
- Orthalden zu Buchenberg
- Ortwang zu Burgberg i.Allgäu
- Ösch zu Altusried
- Öschle zu Dietmannsried
- Öschle zu Oy-Mittelberg
- Öschle zu Sulzberg
- Osterberg zu Altusried
- Osterberg zu Dietmannsried
- Osterdorf zu Oberstaufen
- Osterhofen zu Weitnau
- Osterwald zu Dietmannsried
- Ottacker zu Sulzberg
- Ottackers zu Sulzberg
- Ottenstall zu Altusried
- Ottisried zu Haldenwang
- Oy zu Oy-Mittelberg

↑ Zurück zum Inhaltsverzeichnis

### P
- Papierer zu Dietmannsried
- Petersthal zu Oy-Mittelberg
- Pfaffenhofen zu Haldenwang
- Pfaffenried zu Sulzberg
- Pfaffenried zu Wiggensbach
- Pfalzen zu Oberstaufen
- Pfefferhof zu Dietmannsried
- Pfosen zu Dietmannsried
- Priors zu Haldenwang
- Probstried zu Dietmannsried

↑ Zurück zum Inhaltsverzeichnis

### R
- Radsperre zu Altusried
- Raichen zu Sulzberg
- Rainen zu Oy-Mittelberg
- Ramsoi zu Wildpoldsried
- Räppele zu Oberstdorf
- Rappolz zu Sulzberg
- Ratholz zu Immenstadt i.Allgäu
- Rauhenstein zu Wiggensbach
- Rauhenzell zu Immenstadt i.Allgäu
- Rauhmühle zu Dietmannsried
- Raunberg zu Wiggensbach
- Rauns zu Waltenhofen
- Rechtis zu Weitnau
- Reckenberg zu Bad Hindelang
- Reicharten zu Altusried
- Reichen zu Rettenberg
- Reichenbach b.Oberstdorf zu Oberstdorf
- Reicholzried zu Dietmannsried
- Reine zu Oberstdorf
- Reinthal zu Altusried
- Reisach zu Sulzberg
- Reisers zu Altusried
- Rettenberg
- Reutacker zu Dietmannsried
- Reute zu Blaichach
- Reute zu Dietmannsried
- Reute zu Immenstadt i.Allgäu
- Reute zu Oberstdorf
- Reuten zu Wildpoldsried
- Reuter zu Immenstadt i.Allgäu
- Ried zu Altusried
- Ried zu Dietmannsried
- Ried zu Obermaiselstein
- Ried zu Oy-Mittelberg
- Ried b.Ottackers zu Sulzberg
- Ried b.Sulzberg zu Sulzberg
- Riedbruck zu Weitnau
- Rieden zu Sonthofen
- Rieder zu Immenstadt i.Allgäu
- Rieder zu Rettenberg
- Rieder zu Weitnau
- Riedhalden zu Buchenberg
- Riedis zu Oy-Mittelberg
- Riedle zu Bolsterlang
- Riedle zu Bad Hindelang
- Riedlingen zu Altusried
- Riedlingen zu Wiggensbach
- Riefen zu Buchenberg
- Rieggis zu Waltenhofen
- Ringang zu Oberstdorf
- Ringgen zu Waltenhofen
- Ritzenschattenhalb zu Weitnau
- Ritzensonnenhalb zu Weitnau
- Rohr zu Waltenhofen
- Rohrmoos zu Oberstdorf
- Rorach zu Altusried
- Roßsteig zu Weitnau
- Rothen zu Durach
- Rothmayers zu Wiggensbach
- Rottach zu Rettenberg
- Rottachmühle zu Rettenberg
- Rubi zu Oberstdorf
- Ruchis zu Sulzberg
- Rungatshofen zu Altusried

↑ Zurück zum Inhaltsverzeichnis

### S
- Sachsenried zu Dietmannsried
- Säge zu Weitnau
- Saiten zu Buchenberg
- Salmas zu Oberstaufen
- Sandbühl zu Dietmannsried
- Saneberg zu Oberstaufen
- Sange zu Immenstadt i.Allgäu
- Schachen zu Wiggensbach
- Scheiben zu Altusried
- Scheiben zu Wiggensbach
- Schelpbach zu Balderschwang
- Schicken zu Oy-Mittelberg
- Schieten zu Altusried
- Schilchern zu Dietmannsried
- Schindelberg zu Oberstaufen
- Schlechtenberg zu Sulzberg
- Schlipfhalden zu Balderschwang
- Schmalzhansenstein zu Oy-Mittelberg
- Schmidberg zu Altusried
- Schmidsreute zu Wiggensbach
- Schmiedberg zu Weitnau
- Schmieden zu Sulzberg
- Schnaitweg zu Wildpoldsried
- Schnitzen zu Sulzberg
- Schochenbühl zu Dietmannsried
- Schöllang zu Oberstdorf
- Schönberg zu Betzigau
- Schöneberg zu Altusried
- Schoren zu Dietmannsried
- Schorenmoos zu Altusried
- Schorenmoos zu Dietmannsried
- Schorenmühle zu Sulzberg
- Schrattenbach zu Dietmannsried
- Schray zu Wertach
- Schreiers zu Altusried
- Schreiloch zu Altusried
- Schrine zu Balderschwang
- Schwabenhof zu Balderschwang
- Schwand zu Oberstdorf
- Schwande zu Oberstdorf
- Schwanden zu Blaichach
- Schwanden zu Oy-Mittelberg
- Schwarzachen zu Wiggensbach
- Schwarzenbach zu Altusried
- Schwarzenbach zu Sulzberg
- Schwarzenbühl zu Betzigau
- Schwarzenbühlers zu Lauben
- Schwarzerd zu Buchenberg
- Schwebelhaus zu Altusried
- Schweikarts zu Betzigau
- Schweineberg zu Altusried
- Schweineberg zu Ofterschwang
- Schwenden zu Altusried
- Schwenden zu Altusried
- Schwenkels zu Wiggensbach
- See zu Immenstadt i.Allgäu
- See zu Sulzberg
- See zu Waltenhofen
- Seebach zu Haldenwang
- Seebach zu Sulzberg
- Seefeld zu Altusried
- Seibothen zu Wiggensbach
- Seifen zu Immenstadt i.Allgäu
- Seifriedsberg zu Blaichach
- Seltmans zu Weitnau
- Sibratshofen zu Weitnau
- Sigishofen zu Ofterschwang
- Sigiswang zu Ofterschwang
- Simmlers zu Wiggensbach
- Singers zu Altusried
- Sinswang zu Oberstaufen
- Sommersberg zu Dietmannsried
- Sonderdorf zu Bolsterlang
- Sondert zu Waltenhofen
- Sonthofen
- Sontleiten zu Betzigau
- Sparenberg zu Sulzberg
- Spielmannsau zu Oberstdorf
- Spitalhof zu Weitnau
- Spöck zu Altusried
- Staig zu Altusried
- Staig zu Sonthofen
- Staubers zu Altusried
- Staubers zu Betzigau
- Staudach zu Haldenwang
- Staudach zu Wiggensbach
- Steckenried zu Buchenberg
- Steg zu Waltenhofen
- Stegacker zu Waltenhofen
- Steibis zu Oberstaufen
- Steig zu Altusried
- Steig zu Haldenwang
- Steig zu Waltenhofen
- Steig zu Wiggensbach
- Steig zu Wildpoldsried
- Steigberg zu Altusried
- Steigers zu Lauben
- Stein zu Betzigau
- Stein i.Allgäu zu Immenstadt i.Allgäu
- Steinach zu Sulzberg
- Steinebach zu Oberstaufen
- Steinebach zu Weitnau
- Steingaden zu Sulzberg
- Steinrinnen zu Wiggensbach
- Stellenmoos zu Sulzberg
- Sterklis zu Rettenberg
- Stich zu Oy-Mittelberg
- Stielings zu Haldenwang
- Stielings zu Lauben
- Stiesberg zu Oberstaufen
- Stockach zu Buchenberg
- Stockers zu Altusried
- Stockers zu Wiggensbach
- Stoffels zu Waltenhofen
- Stoffels zu Wiggensbach
- Stoßberg zu Haldenwang
- Straß zu Haldenwang
- Straß zu Sulzberg
- Straßberg zu Wildpoldsried
- Straßösch zu Durach
- Streifen zu Altusried
- Strobels zu Altusried
- Strohmayers zu Wiggensbach
- Suitermühle zu Oy-Mittelberg
- Suiters zu Waltenhofen
- Sulzberg
- Sulzbrunn zu Sulzberg

↑ Zurück zum Inhaltsverzeichnis

### T
- Tannach zu Sonthofen
- Tanne zu Blaichach
- Tannschachen zu Altusried
- Thal zu Sulzberg
- Thalkirchdorf (Kirchdorf) zu Oberstaufen
- Thannen zu Altusried
- Thannen zu Wiggensbach
- Thanners zu Immenstadt i.Allgäu
- Thurn zu Altusried
- Tiefenau zu Dietmannsried
- Tiefenbach zu Sonthofen
- Tiefenbach b.Oberstdorf zu Oberstdorf
- Tiefenberg zu Ofterschwang
- Todtenberg zu Dietmannsried
- Trampoi zu Wildpoldsried
- Trieblings zu Immenstadt i.Allgäu
- Trogoi zu Wildpoldsried
- Tronsberg zu Oberstaufen
- Trostbühl zu Wildpoldsried
- Trunzen zu Wiggensbach
- Türken zu Waltenhofen

↑ Zurück zum Inhaltsverzeichnis

### U
- Überbach I zu Dietmannsried
- Überbach II zu Dietmannsried
- Ulmerthal zu Buchenberg
- Ungers zu Altusried
- Unkraut zu Haldenwang
- Unterburg zu Waltenhofen
- Unteregg zu Altusried
- Unteregg zu Waltenhofen
- Unteregg zu Wildpoldsried
- Untereiberg zu Wildpoldsried
- Untereinharz zu Immenstadt i.Allgäu
- Untereinöden zu Weitnau
- Unterellegg zu Wertach
- Untergassen zu Sulzberg
- Untergötzenberg zu Weitnau
- Unterhalden zu Betzigau
- Unterhalden zu Buchenberg
- Unterhub zu Altusried
- Unterjoch zu Bad Hindelang
- Unterkürnach zu Wiggensbach
- Unter'm Buch zu Sulzberg
- Untermaiselstein zu Rettenberg
- Unterminderdorf zu Sulzberg
- Untermoos zu Sulzberg
- Untermühlegg zu Bolsterlang
- Unterräthen zu Altusried
- Unterried zu Sonthofen
- Unterried zu Wiggensbach
- Untersägen zu Altusried
- Unterschloß zu Sulzberg
- Unterschwarzenberg zu Oy-Mittelberg
- Unterstixner zu Missen-Wilhams
- Unterthalhofen zu Fischen i.Allgäu
- Unterthannen zu Sulzberg
- Unterwengen zu Haldenwang
- Ursulers zu Altusried
- Ussenried zu Dietmannsried
- Uttenbühl zu Oy-Mittelberg

↑ Zurück zum Inhaltsverzeichnis

### V
- Veiten zu Dietmannsried
- Veits zu Waltenhofen
- Viehweide zu Oberstdorf
- Vocken zu Altusried
- Vocken zu Haldenwang
- Vockenthal zu Dietmannsried
- Vögelesmühle zu Haldenwang
- Vogelherd zu Betzigau
- Völken zu Altusried
- Vorderberg zu Rettenberg
- Vorderbrennberg zu Altusried
- Vorderburg zu Rettenberg
- Vorderhindelang zu Bad Hindelang
- Vorderkindberg zu Haldenwang
- Vorderreute zu Oberstaufen
- Vorderreute zu Wertach
- Vorderschneid zu Wertach

↑ Zurück zum Inhaltsverzeichnis

### W
- Wachsenegg zu Sulzberg
- Wachters zu Waltenhofen
- Wagegg zu Haldenwang
- Wagenbühl zu Wiggensbach
- Wagneritz zu Rettenberg
- Waitzis zu Sulzberg
- Waldegg zu Wiggensbach
- Wäldle zu Balderschwang
- Waldsteig zu Altusried
- Walkarts zu Waltenhofen
- Walkenberg zu Altusried
- Walten zu Sonthofen
- Waltenberg zu Waltenhofen
- Waltenhofen
- Waltenhofen zu Waltenhofen
- Waltrams zu Weitnau
- Waltris zu Betzigau
- Walzlings zu Altusried
- Wanners zu Dietmannsried
- Warthausen zu Buchenberg
- Wasach zu Oberstdorf
- Wäschers zu Altusried
- Wasenmühle zu Oy-Mittelberg
- Wasserbühl zu Altusried
- Wassergat zu Altusried
- Wasserschwenden zu Altusried
- Waxenegg zu Sulzberg
- Wegscheidel zu Buchenberg
- Weiberg zu Waltenhofen
- Weidach zu Durach
- Weidach zu Oberstdorf
- Weidach zu Waltenhofen
- Weihalden zu Altusried
- Weiher zu Betzigau
- Weiher zu Rettenberg
- Weiher zu Waltenhofen
- Weihers zu Altusried
- Weiler zu Fischen i.Allgäu
- Weilerle zu Weitnau
- Weinharz zu Buchenberg
- Weißach zu Oberstaufen
- Weissen zu Altusried
- Weißen zu Wiggensbach
- Weißenbachmühle zu Oberstaufen
- Weitenau zu Altusried
- Weitnau
- Wendelins zu Altusried
- Wendelins zu Wiggensbach
- Wengen zu Oberstaufen
- Wengen zu Oy-Mittelberg
- Wengen zu Weitnau
- Wengermühle zu Weitnau
- Wenglings zu Durach
- Wenk zu Buchenberg
- Werdenstein zu Immenstadt i.Allgäu
- Wertach
- Wertachmühle zu Oy-Mittelberg
- Westenried zu Wiggensbach
- Westerhofen zu Ofterschwang
- Wetzleberg zu Altusried
- Wetzlo zu Altusried
- Widdum zu Waltenhofen
- Widmannsried zu Weitnau
- Wiedemannsdorf zu Oberstaufen
- Wiederhofen zu Missen-Wilhams
- Wielenberg zu Ofterschwang
- Wies zu Altusried
- Wies zu Sulzberg
- Wies zu Waltenhofen
- Wiesen zu Oy-Mittelberg
- Wiesenthal zu Dietmannsried
- Wieseris zu Betzigau
- Wiggensbach
- Wildpoldsried
- Wilhams zu Missen-Wilhams
- Willis zu Oberstaufen
- Winkel zu Oberstdorf
- Winkel zu Sonthofen
- Winkel zu Sulzberg
- Winkels zu Altusried
- Winklers zu Lauben
- Winneberg zu Altusried
- Winnings zu Wiggensbach
- Wirlings zu Buchenberg
- Wirthshalde zu Dietmannsried
- Wohlmuths zu Dietmannsried
- Wohnen zu Wiggensbach
- Woldang zu Haldenwang
- Wolfarts zu Sulzberg
- Wolfen zu Altusried
- Wolfen zu Waltenhofen
- Wolfis zu Rettenberg
- Wolfsberg zu Buchenberg
- Wolkenberg zu Wildpoldsried
- Wollmuths zu Waltenhofen
- Wörth zu Haldenwang
- Wuhr zu Haldenwang
- Wurms zu Altusried

↑ Zurück zum Inhaltsverzeichnis

### Z
- Zaumberg zu Immenstadt i.Allgäu
- Zell zu Oberstaufen
- Zellen zu Waltenhofen
- Zellers zu Immenstadt i.Allgäu
- Zinkenhalde zu Dietmannsried
- Zipfwang zu Sulzberg
- Zur Mühle zu Wiggensbach

↑ Zurück zum Inhaltsverzeichnis